# Andreas Zülow
Andreas Zülow (ur. 23 października 1965 w Ludwigslust) – niemiecki amatorski bokser kategorii piórkowej, lekkiej i lekkopółśredniej, reprezentant NRD i zjednoczonych Niemiec.

## Mistrzostwa Europy
W 1991 roku w Göteborgu zdobył srebrny medal w kategorii lekkopółśredniej.

## Igrzyska olimpijskie
W 1988 roku zdobył złoty medal w kategorii lekkiej na letnich igrzyskach olimpijskich w Seulu.

## Mistrzostwa świata
W 1986 roku w na mistrzostwach świata w Reno zdobył brązowy medal, zaś w 1989 roku w Moskwie – srebro.